# Miguel Pérez Aracil
Miguel Alfonso Pérez Aracil o Miguel Pérez (Madrid, 22 de mayo de 1980) es un futbolista español que juega de centrocampista. Es hermano de Álex Pérez.

## Trayectoria
A lo largo de su carrera jugó en el Club Atlético de Pinto, el Getafe C.F., el C.D. Numancia, el Gimnàstic de Tarragona, el Deportivo Alavés y el Levante U. D.
El 21 de enero de 2011 el Levante ha dado la baja federativa al centrocampista Miguel Pérez, aunque el jugador continuará vinculado al club levantinista hasta el próximo 30 de junio, y su ficha la ocupará el delantero brasileño Wellington Alves da Silva.

## Clubes
| Club                   | País   | Año       |
| ---------------------- | ------ | --------- |
| Club Atlético de Pinto | España | 1999-2000 |
| Onda                   | España | 2000-2001 |
| Getafe CF              | España | 2001-2002 |
| CD Numancia            | España | 2002-2005 |
| Gimnàstic de Tarragona | España | 2005-2006 |
| Deportivo Alavés       | España | 2006-2008 |
| Levante UD             | España | 2008-2011 |